# Anfiprotico
Una specie chimica si dice abbia comportamento anfiprotico quando può sia donare sia accettare un protone, ossia fungere sia da acido sia da base di Brønstëd-Löwry. Alcuni esempi di specie anfiprotiche sono l'acqua, gli amminoacidi, lo ione bicarbonato e lo ione bisolfito (idrogenosolfito). Dal momento che possono donare un protone, tutte le sostanze anfiprotiche contengono un atomo di idrogeno. Inoltre, poiché possono agire sia da acidi sia da basi, sono anche anfoteri, ma non vale il reciproco.

## Esempi
Un esempio comune è lo ione bicarbonato, che funge sia da base: 
{\displaystyle {\ce {HCO3- + H3O+ -> H2CO3 + H2O}}}
sia da acido:
{\displaystyle {\ce {HCO3- + H2O -> CO3^2- + H3O+}}}
Si noti come effettivamente la reazione consista del solo trasferimento di un protone. L'acqua è la più diffusa sostanza anfotera.